# Helibras
A Helibras é uma empresa brasileira que produz helicópteros para uso civil e militar. É a subsidiária da Airbus Helicopters no Brasil.

## História
A história da Helibras começa em 1978, na cidade de São José dos Campos (SP), com um projeto do grupo francês Aérospatiale desenvolvido após uma licitação do governo brasileiro para a produção de helicópteros. Dois anos depois (1980), a empresa muda-se para Itajubá (MG), cidade em que sua fábrica permanece instalada.
Já em 1988, o consórcio Helibras/Aérospatiale/Engesa vence uma concorrência internacional que leva a empresa a fornecer ao Exército Brasileiro 36 helicópteros Pantera e 16 Esquilos, também são adquiridos outros 20 Esquilos.
O ano de 1992 é marcado pela fusão das divisões de helicópteros dos grupos Aérospatiale e Daimler Chrysler Aerospace, dando início à Eurocopter, que se torna a nova matriz da Helibras.
No ano de 1998, a Helibras completa seu 20º aniversário. Nesse período, a empresa inaugura instalações no Campo de Marte, em São Paulo, para sediar o departamento comercial e a oficina de manutenção.
Oito anos após entregar o helicóptero de número 200, a Helibras registra 400 aeronaves entregues ao mercado brasileiro.  Dois anos depois, entrega o primeiro EC155 VIP do Brasil.
Em 2002, outro helicóptero chega ao mercado brasileiro, desta vez é o Esquilo EC130, lançado pela Eurocopter no ano anterior. Em 2004, o modelo Dauphin começa a operar no Brasil em missões offshore.
Em 2005 e 2006, os helicópteros EC135 chegam ao Brasil para a realização de missões offshore e atendimento médico de urgência.  O primeiro órgão público a utilizar este modelo biturbina foi o Corpo de Bombeiros do Distrito Federal.
No ano de 2008 a Helibras completa 30 anos e assina contrato com as Forças Armadas para a aquisição de 50 helicópteros EC725.

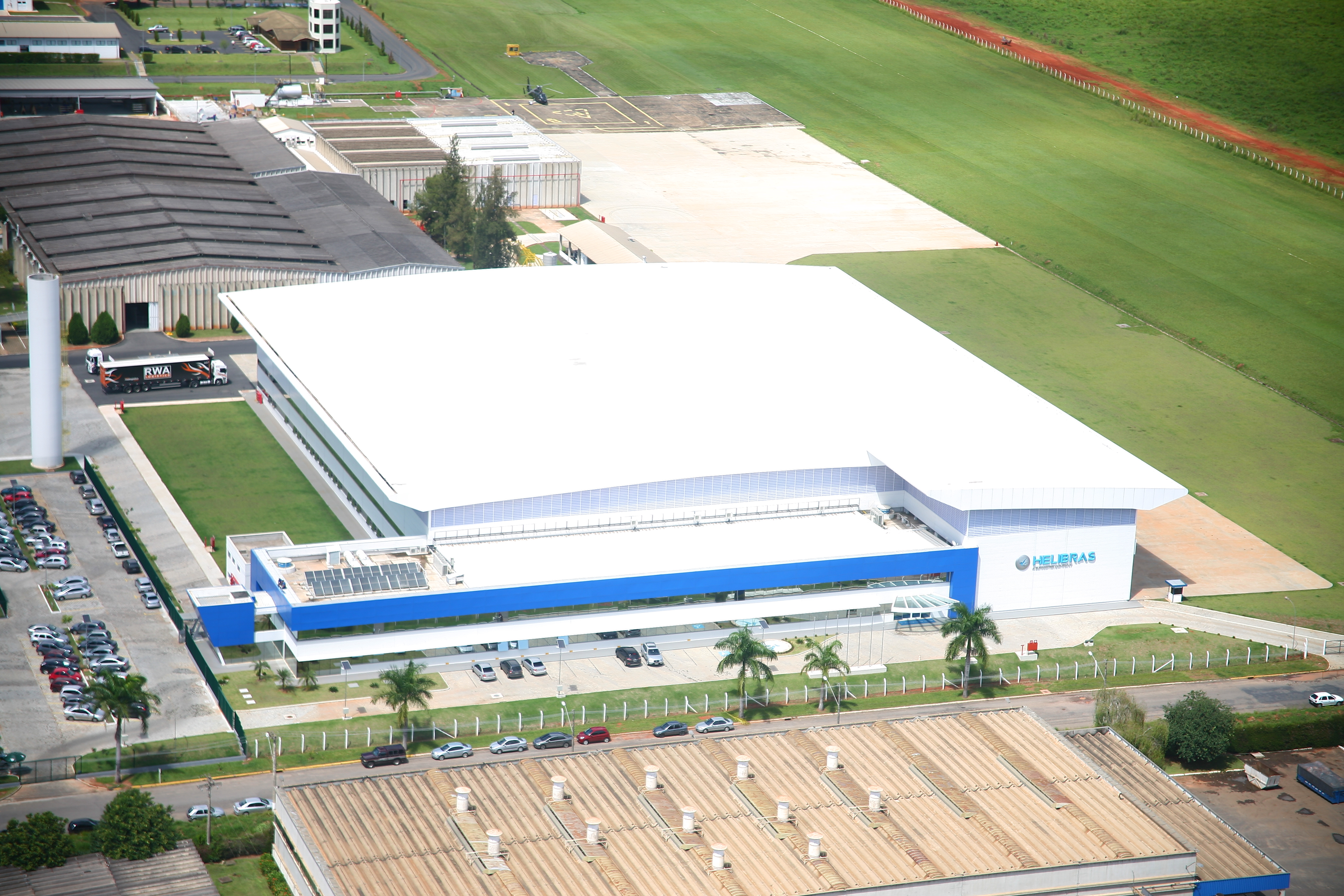
Novo hangar da Helibras, em Itajubá (MG), inaugurado em outubro de 2012.

Em 2012, a empresa inaugurou novo hangar em sua fábrica, em Itajubá (MG), que passa a abrigar a linha de montagem dos helicópteros Esquilo e EC725/ EC225.
No começo de 2013, a Helibras completou 35 anos de atuação no Brasil. A empresa inaugurou, no mesmo ano, um serviço dedicado ao pós-vendas chamado de Centro de Suporte ao Cliente (CSC). A base, localizada em Atibaia, interior de São Paulo, recebe e gerencia as solicitações dos clientes de todo o país relacionadas à manutenção, reparo, fornecimento de peças, garantia e assistência técnica. A empresa também anunciou que, no decorrer de 2014, terá condições de definir o tipo e categoria do helicóptero que será projetado e desenvolvido no Brasil.
Em janeiro de 2014 houve uma reestruturação no Grupo Airbus, que havia sido anunciada em julho de 2013, sendo extinta a EADS (que controlava a Eurocopter).
Na nova organização do grupo, a Eurocopter passou a ser Airbus Helicopters, uma das três divisões da Airbus e que passou a ser a controladora da Helibras.
Em 2015, após redefinições na Airbus Helicopters, a identificação das aeronaves recebeu a letra "H", em substituição às identificações antigas "EC" (Eurocopter) e "AS" (Aérospatiale). A numeração passou a definir a categoria em ordem crescente de peso e as versões militares receberam em sua identificação também a letra "M".
Em outubro do mesmo ano, o prédio do Centro de Treinamento e Simuladores da Helibras no Rio de Janeiro foi oficialmente entregue, juntamente com o Full Flight Simulator (FFS), simulador de H225 e H225M, para treinamentos de pilotos civis e militares. Este é o segundo centro de treinamento da empresa no país e o primeiro com simulador. 

## Atuação no mercado brasileiro
Em 2013, a Helibras detinha mais de 50% de toda a frota nacional de helicópteros a turbina, com atuação nos segmentos civil, governamental, militar e de óleo & gás.

### Produtos

#### Modelos de helicópteros de uso civil
Fontes: Helibras e Defesanet.
- H120 - monomotor leve com capacidade para quatro passageiros e um piloto.
- AS350 B2 Esquilo - monoturbina leve multifunção para cinco ou seis passageiros e um piloto.
- H125 – nova e atual versão, ainda mais potente do modelo monoturbina leve multifunção, para cinco ou seis passageiros e um piloto.
- H130 - monoturbina leve multifunção da família Esquilo, com capacidade para seis ou sete passageiros e um piloto, com rotor de cauda do tipo fenestron.
- AS355 NP - versão biturbina do Esquilo com capacidade para cinco ou seis passageiros mais um piloto.
- H135 - biturbina leve e multifunção para até sete passageiros e um piloto, com cauda elevada para acesso direto ao compartimento de bagagem e rotor traseiro do tipo fenestron.
- H145 - biturbina multifunção com capacidade para transportar até dez pessoas, com cauda elevada para acesso direto ao compartimento de bagagem e rotor traseiro tipo fenestron.
- AS365 N3+ Dauphin: biturbina médio multifunção com capacidade para até  onze passageiros e um piloto.
- H155 - biturbina multifunção de cabine ampla, rotor principal com cinco pás e rotor traseiro tipo fenestron, tem capacidade para até doze passageiros mais um piloto. Utilizado no mercado civil e offshore.
- H175 - bimotor multifunção de porte médio, rotor principal com cinco pás e capacidade para até dezesseis passageiros e dois pilotos em sua configuração offshore.
- AS332 L1 - Super Puma - biturbina médio de uso civil empregado principalmente para operações offshore, pode transportar até vinte passageiros.
- H225 - Biturbina médio com cinco pás, é uma evolução da família Super Puma, destinado ao mercado civil e offshore. Transporta até 25 passageiros e dois pilotos.
- H160 - Primeiro helicóptero projetado sob o novo padrão de qualidade e design da Airbus Helicópteros. O protótipo realizou os primeiros testes no segundo semestre de 2015.[20]

#### Modelos para uso militar
Fonte: Helibras

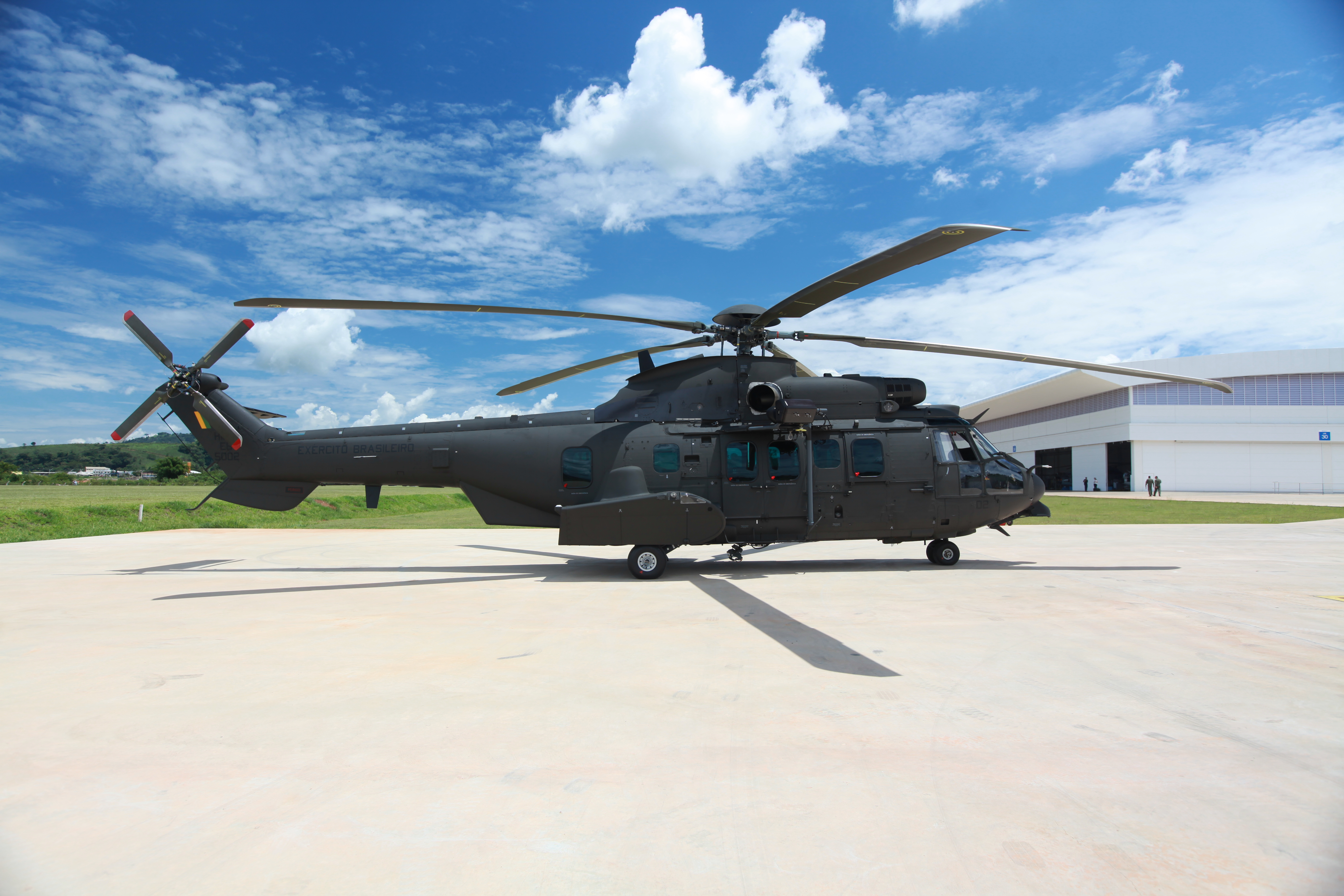
Helicóptero H225M do Exército Brasileiro.

- H125M - versão de combate do AS350, é denominado Fennec quando em configuração militar. É um helicóptero monoturbina utilizado pelas Forças Armadas do Brasil em diferentes versões.
- AS555 SN – versão biturbina do AS350 configurado para operações navais. É utilizado pela Marinha do Brasil.
- H135M - versão militar do H135. Helicóptero utilitário leve biturbina, pode ser configurado para missões de combate, busca, salvamento e transporte.
- AS565 Panther: helicóptero médio, biturbina e multimissão, é a versão militar do Dauphin. Utilizado pelo Exército Brasileiro.
- H145M – versão militar do H145, transporta dois pilotos e até dez soldados.
- AS532 AL Cougar - esta é a versão "alongada" da família Cougar. Este helicóptero pode transportar 25 combatentes ou seis feridos em macas, e mais dez passageiros.
- H225M - helicóptero biturbina médio com capacidade para transportar até 28 combatentes e dois pilotos. Utilizado pelas Forças Armadas Brasileiras, desde 2012 é produzido no Brasil.[22]
- Tigre HAP/HCP - aeronave de combate ar-ar e apoio de fogo; helicóptero de médio porte de seis toneladas, motorizado com duas turbinas MTR 390.
- NH90 - biturbina da classe de nove toneladas para transporte tático e missões navais.